# 광초
광초(光秒, light-second)는 길이의 단위이다. 1광초는 진공 속을 빛이 1초 동안 나아가는 거리이며 구체적인 수치로는 299,792,458m(약 30만km)다. 1983년 기준으로, 광초에 기준하여 1미터를 계산했기 때문에 이 값은 정확하다고 말할 수 있다.
- 1광분: 17987547.48 km (1,799만 km)

= 60광초
- 1광시: 1079252848.8 km (11억 km)

= 3,600광초, 60광분
- 1광일: 25902068371.2 km (259억 km)

= 86,400광초, 1,440광분, 24광시
- 1광월: 777062051136 km (7,771억 km)

= 2,592,000광초, 43,200광분, 720광시, 30광일
- 1광년: 9460730472580.8 km (9조 km)

= 31,557,600광초, 525,960광분, 8,766광시, 365.25광일, 12.175광월
광초로 나타낸 대표적인 거리 수치들은 다음과 같다.
- 지구의 평균 지름: 0.0425광초(12,742 km)
- 지구 표면의 한 지점에서 대척점까지의 표면상의 거리: 0.0668광초(20,015 km)

이는 어떤 통신 수단을 이용하더라도 0.0668초보다 빠르게 지구 한 점에서 반대쪽으로 정보를 전달할 수 없음을 의미한다.
- 지구에서 달까지의 평균 거리: 1.282광초(384,400 km)
- 태양의 지름: 4.643광초(1,392,700 km)
- 지구에서 태양까지의 평균 거리: 499광초(149,597,871 km)

보다 작게 나눈 수치도 있다.
- 1광밀리초: 299.792458 km (300 km)
- 1광마이크로초: 0.299792458 km (300 m)
- 1광나노초: 0.000299792456 km (30 cm)

## 같이 보기
- 100 메가미터
- 기하학 단위계
- 광년